# هربرت تامسون
روی هربرت تامسون (زادهٔ ۵ ژوئن ۱۸۹۴ – درگذشتهٔ ۴ اوت ۱۹۷۶) صاحب روزنامه کانادایی و کارآفرین رسانه‌ها بود.

## زندگی
روی هربرت تامسون در تاریخ ۵ ژوئن سال ۱۸۹۴ در انتاریو، تورنتو به دنیا آمد. هربرت فرزند هیو تامسون و و مری نیکول بوده‌است. پدر وی یکی از ده فرزند جورج تامسون، پسر آرچیبالد تامسون، برادر دیوید تامسون، از اولین مهاجران اسکاربرو به آنتاریو بوده‌است. او پس از ناپدید شدن جورج تامسون به نیویورک بازگشت و بعد در تورنتو اقامت کرد.

## شغل
در طول جنگ جهانی اول، روی تامسون با حضور در گزینش ارتش به دلیل بینایی کم مورد قبول ارتش قرار نگرفت و پس از جنگ جهانی به مانیتوبا بازگشت و به کشاورزی مشغول شد، ولی در کشاورزی هم موفقیت چندانی کسب نکرد؛ بعد به تورنتو سفر کرد و در آنجا چندین شغل دیگر را تجربه کرد که یکی از آنها فروش دستگاه رادیو بود.